# Леротолі Сіїсо
Принц Леротолі Давід Сіїсо (англ. Prince Lerotholi Seeiso, нар. 18 квітня 2007, Масеру) — член королівської сім'ї Лесото і наслідний принц. Принц народився в Масеру. Це третя дитина і єдиний син короля Летсіє III і королеви Карабо Мотсоененг. У нього є дві старші сестри. 2 червня був хрещений архієпископом Бернардом Молалісі.